# Marktkirche (Clausthal-Zellerfeld)
La Marktkirche ( il nome completo tedesco è Marktkirche zum Heiligen Geist, ovvero Chiesa del mercato dello Santo Spirito) è chiesa luterana ed è la principale chiesa storica del quartiere Clausthal della città montana di Clausthal-Zellerfeld. È la più grande chiesa in legno della Germania e la sua architettura e i suoi arredi ne fanno uno dei monumenti architettonici più importanti del periodo barocco della Germania settentrionale. La Marktkirche è considerata la seconda più grande chiesa in legno conservata in Europa dopo quella di Kerimäki. 

## Storia
La chiesa fu costruita nel bel mezzo della Guerra dei Trent'anni con legno di quercia e abete rosso e il tetto era ricoperto di piombo. Fu consacrata a Pentecoste del 1642. Nel 2011 è stata completata un'ampia ristrutturazione, che ha ridonato il caratteristico color blu alle pareti esterne.